# Effectifs de l'Euro Winners Cup 2013
Cet article donne la composition des 20 équipes participant à l'Euro Winners Cup 2013.

## Les équipes

### Groupe A

#### Sambenedettese BS
- Club hôte

| #                                | Joueurs                   |
| -------------------------------- | ------------------------- |
| 1                                | Diego Ruspantini          |
| 3                                | Nuno Tavares              |
| 5                                | Felic Pastore             |
| 7                                | Emmanuele Mannocchi       |
| 8                                | Luca Addarii              |
| 9                                | Giuseppe Soria            |
| 10                               | Lucio Antonio Mascarellas |
| 12                               | Lorenzo Attorrese         |
| 18                               | Bruno Matías Novo         |
| 20                               | Antonio Giovanni Tomeo    |
| 21                               | Alessandro Ietri          |
| 22                               | Dennis Spinelli           |
| Entraineur : Oliverio Di Lorenzo |                           |

#### Falfala Kfar Qassem BS Club
- Champion d'Israël

| #                       | Joueurs               |
| ----------------------- | --------------------- |
| 1                       | Rani Odi              |
| 2                       | Secundino Dos Santos  |
| 4                       | Adam Sarsur           |
| 6                       | Daniel Da Silva Souza |
| 7                       | Rageed Badir          |
| 8                       | Ahmad Sarsur          |
| 9                       | Adam Abo Salook       |
| 10                      | Amar Yatim            |
| 11                      | Muhammad Sarsur Noor  |
| 12                      | Abdel Rahim Sarsur    |
| 13                      | Sameh Moreb           |
| 15                      | Moad Amer             |
| Entraineur : Mamon Amer |                       |

#### Lokomotiv Moscou
- Champion de Russie et de la Coupe du monde des clubs de football de plage 2012

| #                        | Joueurs             |
| ------------------------ | ------------------- |
| 1                        | Andreï Boukhlitski  |
| 2                        | Yuri Gorchinskiy    |
| 3                        | Belchior            |
| 4                        | Alekseï Makarov     |
| 5                        | Ilya Soshnin        |
| 6                        | Dmitry Shishin      |
| 7                        | Anton Shkarin       |
| 8                        | Ilya Leonov         |
| 9                        | Iegor Chaïkov       |
| 10                       | Yuri Krasheninnikov |
| 17                       | Madjer              |
| 18                       | Danila Ippolitov    |
| Entraineur : Ilya Leonov |                     |

#### Gimnàstic de Tarragona
- Champion d'Espagne

| #                        | Joueurs          |
| ------------------------ | ---------------- |
| 1                        | Raul Correa      |
| 4                        | Jordi Panadès    |
| 5                        | Adrián Frutos    |
| 6                        | Jeroni Rañé      |
| 8                        | Aleix Núñez      |
| 10                       | Daniel Morros    |
| 11                       | Nelson Rodríguez |
| 16                       | Joan Parés       |
| 19                       | Jordi Girol      |
| 21                       | David Pedro      |
| Entraineur : Jordi Girol |                  |

### Groupe B

#### CSC Lexmax
- Champion de Moldavie

| #                              | Joueurs          |
| ------------------------------ | ---------------- |
| 1                              | Alexei Capsamun  |
| 2                              | Vitalie Lungu    |
| 4                              | Vasile Arlet     |
| 5                              | Andrei Negara    |
| 7                              | Leonid Podlesnov |
| 8                              | Maxim Chiper     |
| 10                             | Andrei Vicolas   |
| 11                             | Ruslan Miron     |
| 12                             | Alexandr Crivoi  |
| 13                             | Mihail Iavorschi |
| Entraineur : Iurii Conuscevici |                  |

#### CF Os Belenenses
- Champion du Portugal

| #                               | Joueurs            |
| ------------------------------- | ------------------ |
| 1                               | Nuno Pereira       |
| 2                               | Rui Coimbra        |
| 4                               | Miguel Tavares     |
| 5                               | Jordan Santos      |
| 8                               | Mario Duarte       |
| 7                               | Fernando Gonçalves |
| 9                               | José María         |
| 10                              | Stephan Meier      |
| 12                              | Paulo Graça        |
| 33                              | Sergio Santana     |
| Entraineur : João Pedro Barnabé |                    |

#### Bonneveine Beach Soccer
- Champion de France

| #                             | Joueurs              |
| ----------------------------- | -------------------- |
| 1                             | Salim Ben Boina      |
| 2                             | Anthony Zuno         |
| 4                             | Anziz Mansoibou      |
| 5                             | Frédéric Marques     |
| 6                             | Davide Quaziz        |
| 7                             | Benjamin De Santi    |
| 8                             | Lionel Barroso       |
| 9                             | Jérémy Bru           |
| 10                            | Abdelghani Mahraoui  |
| 11                            | Franck Gnepo         |
| 16                            | Abdlemaleck Khayyour |
| 17                            | Sébastien Tognarelli |
| Entraineur : Gérald Guidarini |                      |

#### Besiktas JK
- Champion de Turquie

| #                     | Joueurs          |
| --------------------- | ---------------- |
| 1                     | Ahmed Sanlidere  |
| 4                     | Onur Zayim       |
| 5                     | Yücel Ergun      |
| 7                     | Tamer Ay         |
| 8                     | Bariç Terzioglu  |
| 10                    | Ayhan Sezer      |
| 11                    | Leobert Koswal   |
| 12                    | Bruno Torres     |
| 14                    | Seyit Ahmet Süer |
| 18                    | Metin Telle      |
| 19                    | Ahmad Tombaki    |
| 22                    | Mutlu Koktas     |
| Entraineur : Tamer Ay |                  |

### Groupe C

#### Goldwin Pluss
- Champion de Hongrie

| #                         | Joueurs          |
| ------------------------- | ---------------- |
| 1                         | Zoltan Szalánczi |
| 4                         | András Angyalos  |
| 5                         | Laszlo Berkes    |
| 6                         | Ali Hassan Karim |
| 7                         | Viktor Fekete    |
| 8                         | Mark Ughy        |
| 9                         | Ferenc Besenyei  |
| 10                        | Renáto Takács    |
| 11                        | David Õri        |
| 12                        | David Vernyik    |
| 13                        | László Szacksó   |
| 14                        | Tamás Fekete     |
| Entraineur : Tamás Csomos |                  |

#### AO Kefallinia
- Champion de Grèce

| #                              | Joueurs                       |
| ------------------------------ | ----------------------------- |
| 1                              | Dimitros Nikolau              |
| 3                              | Theofilos Tryantafillidis     |
| 4                              | Georgios Karakasis            |
| 6                              | Konstantinos Papastathopoulos |
| 7                              | Christos Salapatas            |
| 8                              | Petros Katevtsian             |
| 9                              | Stavros Amanatidis            |
| 10                             | Paraskevas Konstantakopoulos  |
| 11                             | Vissarion Plexidas            |
| 12                             | Panagiotis Pertsas            |
| Entraineur : Stefanos Soilemes |                               |

#### Bate Borisov
- Champion de Biélorussie

| #                                | Joueurs               |
| -------------------------------- | --------------------- |
| 2                                | Alexander Bogaichuk   |
| 6                                | Ruslan Zhechko        |
| 7                                | Ivan Miranovich       |
| 9                                | Ruslan Pernai         |
| 10                               | Konstantin Yakubovsky |
| 11                               | Oliver Romrig         |
| 13                               | Yauheni Haiduk        |
| 15                               | Andrei Davidovich     |
| 16                               | Aliaksandr Masliuk    |
| 17                               | Mikhail Kavalenka     |
| 20                               | Dzmitry Kamzolau      |
| 21                               | Valery Makarevich     |
| Entraineur : Alexander Bogaichuk |                       |

#### BS Egmond
- Champion des Pays-Bas

| #                        | Joueurs           |
| ------------------------ | ----------------- |
| 1                        | Miloud Weijers    |
| 4                        | Jan van der Reep  |
| 5                        | Jorrit Groot      |
| 6                        | Thomas Bart       |
| 7                        | Simon Duindam     |
| 8                        | Karel Wijker      |
| 11                       | William Peereboom |
| 13                       | Dennis De Waard   |
| 14                       | Emile Gronsfelt   |
| 16                       | Erza Romeijn      |
| 19                       | Tim Ruder         |
| Entraineur : Bas Kampman |                   |

### Groupe D

#### Griffin
- Vice-champion d'Ukraine en 2012

| #                              | Joueurs             |
| ------------------------------ | ------------------- |
| 1                              | Vitaliy Sydorenko   |
| 3                              | Viktor Panteleichuk |
| 7                              | Igor Borsuk         |
| 9                              | Andrii Borsuk       |
| 10                             | Oleksandr Mahda     |
| 11                             | Dmytro Shuyalov     |
| 12                             | Egor Eremeev        |
| 13                             | Artem Illichov      |
| 15                             | Viktor Bakumenko    |
| 16                             | Taras Kovalenko     |
| 19                             | Sergii Romanovskyi  |
| Entraineur : Yevgen Varenytsya |                     |

#### Viareggio BS
- Vainqueur de la Coupe d'Italie 2012 et vice-champion de Serie A

| #                            | Joueurs               |
| ---------------------------- | --------------------- |
| 1                            | Andrea Carpita        |
| 3                            | Matteo Marrucci       |
| 4                            | Davide Romanini       |
| 5                            | Bruno Malias          |
| 6                            | Dario Ramacciotti     |
| 8                            | Simone Marinai        |
| 10                           | Gabriele Gori         |
| 12                           | Emiliano Diridoni     |
| 14                           | Sacha Di Tullio       |
| 19                           | Giaccomo Petracci     |
| 20                           | Giacomo Maria Valenti |
| 21                           | Michele Di Palma      |
| Entraineur : Stefano Santini |                       |

#### Grasshopper Zurich
- Champion de Suisse

| #                            | Joueurs                   |
| ---------------------------- | ------------------------- |
| 3                            | Mitchell Day              |
| 4                            | Adrian Hoppler            |
| 5                            | Adrien Salpeter           |
| 6                            | Nicolás Alvarado Caporale |
| 7                            | Sandro Spaccarotella      |
| 8                            | John Osso                 |
| 9                            | Dejan Stankovic           |
| 10                           | Ramiro Figueiras Amarelle |
| 11                           | Yves Reiniger             |
| 12                           | Diego Moretto             |
| 22                           | Philipp Schwendener       |
| 33                           | Michael Furlan            |
| Entraineur : Dejan Stankovic |                           |

#### Sandown Sociedad
Champion d'Angleterre 2012
| #                      | Joueurs               |
| ---------------------- | --------------------- |
| 1                      | Gareth True           |
| 2                      | Levi Collins          |
| 3                      | Caymen Collins        |
| 4                      | Corbin Ricketts       |
| 5                      | Mark Corbett          |
| 6                      | Luke Kerr             |
| 7                      | Gian Carlo Giancovich |
| 8                      | Jack Morris           |
| 9                      | Jacob Toms            |
| 14                     | Kerry Barton          |
| Entraineur : Luke Kerr |                       |

### Groupe E

#### Terracina
- Champion et vainqueur de la Supercoupe d'Italie

| #                              | Joueurs              |
| ------------------------------ | -------------------- |
| 1                              | Stefano Spada        |
| 4                              | Matteo Olleia        |
| 5                              | Simone Feudi         |
| 6                              | Angelo D'Amico       |
| 7                              | Simone Olleia        |
| 8                              | Stéphane François    |
| 9                              | Llorenç Gómez        |
| 16                             | Valerio Del Duca     |
| 18                             | Francesco Corosiniti |
| 20                             | Alessio Frainetti    |
| 22                             | Pierluigi Minchella  |
| Entraineur : Emiliano Del Duca |                      |

#### Grembach Lodz
- Champion de Pologne

| #                               | Joueurs             |
| ------------------------------- | ------------------- |
| 1                               | Dariusz Slowinski   |
| 2                               | Piotr Golanski      |
| 3                               | Maciej Stajewski    |
| 4                               | Thomas Wydmuszeck   |
| 5                               | Marek Widzicki      |
| 7                               | Dariusz Golebiowski |
| 8                               | Boguslaw Saganowski |
| 9                               | Rafal Mordon        |
| 10                              | Daneil Baran        |
| 11                              | Witold Ziober       |
| 12                              | Maciej Marciniak    |
| 14                              | Marcin Olejniczack  |
| Entraineur : Jaroslaw Jagielski |                     |

#### Kreiss
- Champion de Lettonie

| #                                 | Joueurs              |
| --------------------------------- | -------------------- |
| 1                                 | Sergejs Titovs       |
| 3                                 | Dimitris Travkins    |
| 4                                 | Aleksejs Lavrenovs   |
| 5                                 | Artjoms Garnshieks   |
| 7                                 | Roman Solomievics    |
| 9                                 | Djimitrijs Jakovleks |
| 10                                | Edgar Rubenis        |
| 11                                | Sergejs Travkins     |
| 13                                | Marats Dortans       |
| 17                                | Sergejs Vasiljevs    |
| 22                                | Aleksandrs Klusins   |
| Entraineur : Jevgenis Polonnikovs |                      |

#### Baku FC
- Champion d’Azerbaïdjan

| #                          | Joueurs             |
| -------------------------- | ------------------- |
| 2                          | Vugar Allahverdiyev |
| 3                          | Sahib Mammadov      |
| 4                          | Ali Guseynov        |
| 7                          | Zeynal Zeynalov     |
| 8                          | Nahid Mehraliyev    |
| 9                          | Abdul Aliyev        |
| 10                         | Ramil Aliyev        |
| 11                         | Orkhan Mammadov     |
| 12                         | Vagif Shirinbayov   |
| 17                         | Namig Isgandarov    |
| 18                         | Jomard Bakshaliyev  |
| 22                         | Elchin Gasimov      |
| Entraineur : Afgan Hamzoev |                     |